# 亀野淳
亀野 淳（かめの じゅん、1965年3月12日 -　）は、日本の教育学者。北海道大学教授。専門は教育学。特に、人材育成、キャリア教育、労働政策。兵庫県姫路市生まれ。

## 略歴
- 兵庫県立姫路東高等学校卒業
- 1987年 - 広島大学経済学部卒業
- 1987年 - 労働省入省(-1996年)
- 1996年 - 株式会社たくぎん総合研究所勤務(-1998年)
- 1998年 - 株式会社エコニクス勤務(-2001年)
- 2001年 - 北海学園大学大学院経済学研究科修士課程修了
- 2001年 - 北海道大学高等教育機能開発総合センター生涯学習計画研究部助教授
- 2007年 - 北海道大学高等教育推進機構 大学院教育学院准教授
- 2021年 - 北海道大学高等教育推進機構教授[1]

## 著書
- 『社会連帯型人材育成モデルの構築に当たって : 日本とフィンランドにおける人材育成システムの社会的役割に関する比較研究』（全国勤労者福祉・共済振興協会 2010年）